# Game jam
Game jam (геймджем) — хакатон для відеоігор (рідше настільних); збір розробників ігор для розроблення однієї чи кількох ігор за певний проміжок часу (як правило з 24 до 72 годин). Учасниками зазвичай є програмісти, геймдизайнери, художники та інші спеціалісти галузі.
Назва походить від поєднання слів «гра» (game) та «джем-сешн» (jam session, музична імпровізація на задану тему).
Найбільшим геймджемом є Global Game Jam.

## Історія
Назва «game jam» походить від поєднання слів game (гра) та jam session (джем-сешн). Джем-сешн — це спільна музична імпровізація з метою створення нового матеріалу або просто зустрічі та спільної практики. Аналогічно, геймджем — це подія, в ході якої розробники створюють робочі прототипи ігор на основі своїх ідей.
У березні 2002 року розробники Кріс Хекер та Шон Барретт для вивчення можливостей апаратного забезпечення при рендерингу великої кількості спрайтів розробили спеціалізований ігровий рушій, особливістю якого була можливість відображати на екрані велику кількість спрайтів. Хекер запросив кількох розробників зустрітися у його офісі в Окленді (Каліфорнія), щоб створити кілька інноваційних ігор на основі нового рушія. Цей захід був названий "0th Indie Game Jam", а його метою стало "заохочення експериментування та інновацій в ігровій індустрії".

## Формат

### Місце
Деякі місцеві геймджеми проводяться в університетах, конференц-залах та інших приватних приміщеннях. Global Game Jam проводиться один раз на рік, в той же час, у сотнях місць більш ніж у 90 країнах по всьому світу. Учасники Ludum Dare звично залишаються вдома, проте в деяких містах проводяться й локальні зустрічі.

### Обмеження по часу
Геймджеми звично мають обмеження за часом: від кількох годин до кількох днів. Найпоширенішим форматом є аналог Ludum Dare — 48 годин.

### Тема
Для геймджему може бути визначена тема, якій повинні відповідати створені ігри. Тема звично анонсується незадовго до початку джему, щоб учасники не могли використати заздалегідь підготовлені матеріали. Тема встановлює додаткові обмеження на ігри, що стимулює творчість, а також може стати об'єктом вивчення[що?]. Правила допускають досить широкий простір для різних інтерпретацій теми, що дозволяє розкрити тему з незвичайного боку.

### Технології
У відеоігрових джемах команди звично складаються з програмістів і художників. Через обмеження часу учасники воліють вибирати інструменти, що дозволяють створити простий прототип за невеликий час (Game Maker, Construct 2). Проте можуть використовуватися і складні ігрові рушії, такі як Unity або Unreal Engine.
Також через те, що на джемах створюється велика кількість ігор, з якими захочуть ознайомитися гравці та інші учасники, часто застосовуються технології, що дозволяють запустити гру прямо в браузері, HTML5 або Flash.

## Приклади

### Ludum Dare
Ludum Dare — один з найбільших і найвідоміших геймджемів, вперше був проведений у квітні 2002 року. Формат Ludum Dare містить 2 змагання, що починаються одночасно:
- Compo — брати участь можна лише поодинці, весь ігровий контент має бути створений під час джему, тривалість — 48 годин;
- Jam — можуть брати участь команди, можуть використовуватися сторонні або раніше створені заготовки, тривалість — 72 години.

Після завершення джему учасники можуть голосувати за роботи інших учасників, обираючи переможців у кількох номінаціях:
- Інноваційність — унікальність ідеї.
- Фан — наскільки в гру цікаво грати.
- Тема — відповідність темі Ludum Dare.
- Графіка — візуальний стиль і ефекти.
- Аудіо — озвучка і звуки в грі.
- Гумор — смішні діалоги, звуки, персонажі і т. д.
- Настрій — історія, сюжет, емоції, отримані під час гри.
- Загальна — загальне враження про гру.

Крім основного змагання, яке проходить тричі на рік (починаючи з 2008 року — квітень, серпень і грудень), на сайті Ludum Dare також організуються кілька інших джемів:
- MiniLD
- October Challenge
- Warmup Weekend

### Global Game Jam
На відміну від Ludum Dare, правилами Global Game Jam не допускається участь з дому — учасники повинні зареєструватися в одному з місць проведення джему. У 2016 році таких місць у світі було понад 600, у 93 країнах світу. В Україні вперше Global Game Jam було проведено в Кіровоградській Льотній Академії НАУ у 2016 році.
Тема оголошується в кожному місці о 17:00 за місцевим часом (і тримається в секреті доти, доки не настане 17:00 в останньому часовому поясі — за часом Нової Зеландії). Крім того, за кілька днів до початку стають відомі diversifiers — додаткові підтеми, які не обов'язкові до використання.

## Приклади ігор
Нижче подано деякі ігри, прототипи яких були розроблені в рамках геймджемів:
- Mindustry
- Broforce
- Evoland
- Gods Will Be Watching
- McPixel
- Mini Metro
- Party Hard
- Punch Club
- Superhot[19]
- Hollow Knight

## Дивіться також
- Хакатон
- Ludum Dare
- BarCamp
- Amnesia Fortnight
- Global Game Jam
- Indie Game Jam
- Nordic Game Jam
- Shayla Games
- Exile Jam
- TOJam
- SPJam